# Fischbach (Antreff)
Der Fischbach (GKZ: DE/428842+?) ist ein 5,4 km langer, orographisch rechter Zufluss der Antreff. Er verläuft im Vogelsbergkreis und im Schwalm-Eder-Kreis in Nordhessen. Sein Einzugsgebiet beträgt 9,6 km².
Der Bach entspringt rund 400 m südlich von Fischbach, einem Stadtteil von Alsfeld, östlich der Kreisstraße K 66 in einem Wiesengrund wenige Meter nördlich des dortigen Waldrands der „Erlen“. Er fließt von dort in allgemein nördlicher Richtung durch das Dorf Fischbach und weiter bis Merzhausen, wo er zwischen dem alten Ortskern auf seinem linken und einem Neubaugebiet auf seinem rechten, östlichen Ufer hindurch verläuft, dabei den jüdischen Friedhof passierend. 
Nach Unterqueren der Ziegenhainer Straße (Kreisstraße 106) mündet er im Norden der bebauten Ortslage von Merzhausen, nördlich der dortigen Kläranlage, von rechts (Osten) in die Antreff.